# SV Bad Aussee
SV Bad Aussee is een Oostenrijkse voetbalclub uit Bad Aussee in de deelstaat Stiermarken. De club werd in 1932 opgericht en werd in Oostenrijks voetbalkampioenschap 2006/07 kampioen van de Regionalliga Mitte en promoveerde zo voor het eerst naar de tweede klasse. Na één seizoen degradeerde de club weer.

## Selectie 2007/08

### Doel
- 01 -  Harald Letnik
- 22 -  Dominik Seiwald

### Verdediging
- 03 -  Daniel Hofer
- 04 -  Christian Neuper
- 05 -  Martin Neuper
- 12 -  Stefan Rabl
- 13 -  Pavol Vavrik
- 15 -  Rodrigo Frank Pereira

### Middenveld
- 06 -  Alexander Neuper
- 07 -  Richard Strohmayer
- 08 -  Alexander Hörtnagl
- 10 -  Hidetoshi Wakui
- 14 -  Bernhard Schachner
- 16 -  Devid Stanisavljevic
- 17 -  Thomas Stadler
- 18 -  Manuel Kehre
- 23 -  Adam Cichon

### Aanval
- 02 -  Harald Feichter
- 09 -  Emidio Wellington
- 11 -  Rudolf Durkovic
- 19 -  Philipp Schnabl
- 20 -  Daniel Kogler
- 21 -  Ervin Bevab